# Université de Constance

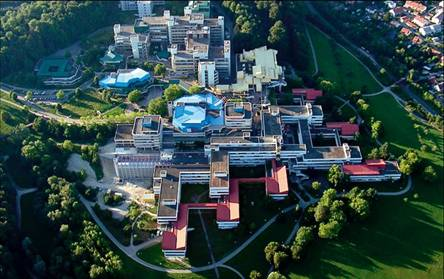
Le campus de l'Université de Constance

L'université de Constance est une université allemande, fondée en 1966 à côté du lac de Constance (Bodensee) et est donc située à proximité de la Suisse et de l'Autriche.
En 2007, elle a acquis le statut d'Université d'excellence, consacrant ainsi le haut niveau de recherche scientifique au sein de l'université. Plus de 10 000 étudiants étudient à l'université de Constance.

## Organisation
L'université est divisé en trois facultés:
- Faculté de sciences (Mathematisch- Naturwissenschaftliche Sektion)
- Faculté de sciences humaines (Geisteswissenschaftliche Sektion)
- Faculté de droit, économie et politique (Politik - Recht - Wirtschaft)

Les trois facultés sont elles-mêmes subdivisées en 13 départements (Fachbereich).

### Science de l'information
L'Université de Constance comporte un département de science de l'information, le premier de ce genre en Allemagne, dirigé de 1980 à 2010 par le professeur Rainer Kuhlen, dont les recherches ont porté sur la recherche d'information, l'hypertexte, l'éthique de l'information, le développement de formes de communication électronique et la mise au point d'un dictionnaire électronique virtuel (Enforum) dans le domaine de l'information.

## Programme d'échanges internationaux
Double diplôme Université de Constance - Institut d'études politiques de Grenoble